# Lake Lorraine
Lake Lorraine es un lugar designado por el censo ubicado en el condado de Okaloosa en el estado estadounidense de Florida. En el Censo de 2010 tenía una población de 7.010 habitantes y una densidad poblacional de 1.212,08 personas por km².

## Geografía
Lake Lorraine se encuentra ubicado en las coordenadas 30°26′26″N 86°33′55″O / 30.44056, -86.56528. Según la Oficina del Censo de los Estados Unidos, Lake Lorraine tiene una superficie total de 5.78 km², de la cual 5.19 km² corresponden a tierra firme y (10.34%) 0.6 km² es agua.

## Demografía
Según el censo de 2010, había 7.010 personas residiendo en Lake Lorraine. La densidad de población era de 1.212,08 hab./km². De los 7.010 habitantes, Lake Lorraine estaba compuesto por el 78.8% blancos, el 9% eran afroamericanos, el 0.46% eran amerindios, el 3.79% eran asiáticos, el 0.41% eran isleños del Pacífico, el 2.17% eran de otras razas y el 5.36% pertenecían a dos o más razas. Del total de la población el 7.9% eran hispanos o latinos de cualquier raza.